# The Imagine Project
| 전문가 평가          | 전문가 평가 |
| 평가 점수            | 평가 점수   |
| 출처                 | 점수        |
| -------------------- | ----------- |
| All About Jazz       | [ 2 ]       |
| Allmusic             | [ 3 ]       |
| Entertainment Weekly | B+          |
| Jazzwise             | [ 5 ]       |
| The Guardian         | [ 6 ]       |
| Metro                | [ 7 ]       |
| PopMatters           | 5/10        |
| Tom Hull             | B           |

《The Imagine Project》는 2010년 6월 22일에 발매된 미국의 재즈 피아니스트 허비 행콕의 마흔한 번째 스튜디오 음반이다. 유명한 게스트로는 존 레전드, 인디아 아리, 씰, 데이브 매슈스, 제프 벡, 샤카 칸, 테데스키 & 트럭스, 치프턴스, 그리고 로스 로보스가 있다.

## 배경
전 세계 여러 곳에서 녹음되었으며 다양한 아티스트들과의 협업이 특징인 이 음반은 녹음 과정에 대한 다큐멘터리로 보완되었다. 이 곡들에 대한 행콕의 해석은 문화를 초월한다. 그의 버전인 〈Imagine〉은 콩고 민주 공화국의 그룹 코노노 N°1에서 영감을 얻어 2011년 그래미 어워드 "보컬과의 최고의 팝 콜라보레이션" (그 상이 수여된 마지막 해)을 수상했다. 〈The Times They Are a-Changin'〉에 사용된 악기들은 서아프리카의 코라와 켈트족의 플루트, 피들, 그리고 피버 일런을 결합한다. CD, 디지털 다운로드 및 바이닐로 발매되었다.

## 곡 목록
| #   | 제목                              | 작사·작곡                         | 피처링 아티스트                                   | 재생 시간 |
| --- | --------------------------------- | --------------------------------- | ------------------------------------------------- | --------- |
| 1.  | 〈Imagine〉                       | 존 레논                           | 핑크, 씰, 제프 벡, 코노노 N°1, 우무 상가레        | 7:18      |
| 2.  | 〈Don't Give Up〉                 | 피터 가브리엘                     | 핑크, 존 레전드                                   | 7:26      |
| 3.  | 〈Tempo de Amor〉                 | 비니시우스 지 모라이스, 바덴 포웰 | 세우]                                             | 4:41      |
| 4.  | 〈Space Captain〉                 | 매슈 무어                         | 수잔 테데스키, 데릭 트럭스                        | 6:54      |
| 5.  | 〈The Times They Are a-Changin'〉 | 밥 딜런                           | 치프턴스, 투마니 디아바테, 리사 해니건            | 8:04      |
| 6.  | 〈La Tierra〉                     | 후아네스                          | 후아네스                                          | 4:50      |
| 7.  | 〈Tamatant Tilay / Exodus〉       | 밥 말리, 알하사네 아그 투하미     | 티나리웬, 케이난, 로스 로보스                     | 4:45      |
| 8.  | 〈Tomorrow Never Knows〉          | 레논-매카트니                     | 데이브 매슈스                                     | 5:21      |
| 9.  | 〈A Change Is Gonna Come〉        | 샘 쿡                             | 제임스 모리슨                                     | 8:46      |
| 10. | 〈The Song Goes On〉              | 래리 클라인                       | K. S. 치트라, 샤카 칸, 아누슈카 샹카르, 웨인 쇼터 | 7:48      |

## 인증
| 국가                       | 인증 | 판매량/출하량 |
| -------------------------- | ---- | ------------- |
| 폴란드 (ZPAV)              | 골드 | 10,000*       |
| *판매량을 기반으로 한 인증 |      |               |